# Eyvin Andersen
Eyvin Andersen (1914-1968) var en dansk organist, violinist og komponist. Han blev født i USA, men er uddannet på Det Kongelige Danske Musikkonservatorium. I løbet af hans karriere var han organist ved Vartov Kirke, bratschist i DR Radiosymfoniorkestret fra 1948 og lærer ved Vestjysk Musikkonservatorium 1946-52. Fra 1953 var han leder af Skolen for gammel musik.

## Musik
- Koncert for violin og strygeorkester (1964)
- Sonatina for basun og klaver
- kammermusik
- orgelmusik
- kormusik
- værker for strygeorkester